# Teodeberto di Meaux
Teodeberto di Meaux (... – Meaux, 888) è stato un Conte di Meaux.

## Origine
Di Teodeberto di Meaux non si conoscono gli ascendenti. Pare che fosse il fratello del vescovo di Parigi, Askericus o Anscharic, e che avesse legami con i conti di Vermandois.

## Biografia
Di Teodeberto non si hanno notizie.
Viene menzionato solo una volta negli Annales Vedastini, l'anno in cui morì.
Gli Annales Vedastini riferiscono che nell'888 i Vichinghi posero sotto assedio la città di Meaux, di cui Teodeberto era conte. Costruirono le macchine di assedio e prepararono un terrapieno per catturare la città. Teodeberto combatté valorosamente e resistette agli attacchi dei Vichinghi, fino a che non morì con quasi tutti i combattenti.
Dopo la morte di Teodeberto, nonostante la resistenza del vescovo Sigismondo la città fu presa dai Normanni e data alle fiamme.
Dopo la morte di Teodeberto la Contea di Meaux fu assegnata a Erberto I, conte di Vermandois e signore di Peronne, Senlis e San Quintino.

## Discendenza
Di Teodeberto non si conoscono né il nome né gli ascendenti di un'eventuale moglie e non si hanno notizie di una sua discendenza.

### Fonti primarie
- (LA)  Monumenta Germaniae Historica, tomus I.

### Letteratura storiografica
- René Poupardin, I regni carolingi (840-918), in «Storia del mondo medievale», vol. II, 1999, pp. 583–635